# جهانگیر میرزا (پسر سیف‌الله میرزا)
جهانگیر میرزا شاهزاده قاجار و نوه فتحعلی‌شاه قاجار بود.
جهانگیر میرزا پسر سیف‌الله میرزا (پسر چهل و دوم فتحعلی شاه) بود. خواهر او، تاج‌الدوله دومین زن عقدی ناصرالدین‌شاه بود. جهانگیر میرزا پس از ازدواج عصمت‌الدوله، دختر تاج‌الدوله با دوستمحمدخان معیرالممالک مباشر خاندان معیرالممالک شد. جهانگیر میرزا صاحب چهار فرزند بود:
1. امان‌الله میرزا ضیاءالدوله
2. عبدالله قاجار
3. حبیب‌الله میرزا سردار منتخب
4. کرامت‌السلطنه، همسر اسدالله میرزا شهاب‌الدوله